# Petra Jászapáti
Petra Jászapáti (* 31. Dezember 1998 in Szeged) ist eine ungarische Shorttrackerin und Bahnradsportlerin.

## Sportlicher Werdegang

### Short Track
Jászapáti trat international erstmals bei den Juniorenweltmeisterschaften 2013 in Erzurum in Erscheinung. Ihre besten Platzierungen dabei waren der 22. Platz im Mehrkampf und der zehnte Rang mit der Staffel. Im Weltcup debütierte sie zu Beginn der Saison 2014/15 in Shanghai und errang dabei den 24. Platz über 500 m und den 20. Platz über 1000 m. Bei den Europameisterschaften 2015 in Dordrecht gewann sie die Bronzemedaille mit der Staffel. Ihre besten Resultate bei den Weltmeisterschaften 2015 in Moskau waren der 20. Platz über 500 m und der fünfte Rang mit der Staffel. In der Saison 2015/16 erreichte er in Dresden mit Platz drei über 1000 m und Rang zwei mit der Staffel ihre ersten Podestplatzierungen im Weltcup. Bei den Europameisterschaften 2016 in Sotschi belegte sie den 13. Platz im Mehrkampf und den vierten Rang mit der Staffel. Ihre beste Platzierung bei den Weltmeisterschaften 2016 in Seoul war der 18. Platz über 500 m. Bei den Olympischen Jugend-Winterspielen 2016 in Lillehammer holte sie die Silbermedaille über 500 m. Zudem errang sie dort den vierten Platz über 1000 m. Im November 2016 wurde sie beim Weltcup in Calgary Dritte mit der Staffel. Bei den Juniorenmeisterschaften Ende Januar 2017 in Innsbruck wurde sie Dritte über 1500 m. Bei den Europameisterschaften 2017 in Turin und den Weltmeisterschaften 2017 in Rotterdam gewann sie jeweils die Silbermedaille mit der Staffel. Im folgenden Jahr holte sie bei den Europameisterschaften in Dresden die Silbermedaille mit der Staffel und errang bei den Juniorenmeisterschaften in Tomaszów Mazowiecki den vierten Platz im Mehrkampf. Ihre besten Platzierungen bei den Olympischen Winterspielen 2018 in Pyeongchang waren der sechste Platz über 1500 m und der vierte Rang mit der Staffel.
In der Saison 2018/19 holte Jászapáti mit der Mixed-Staffel in Salt Lake City über 500 min Almaty ihren ersten Weltcupsiege. Zudem wurde sie mit der Mixed-Staffel in Dresden Zweite und erreichte zum Saisonende den fünften Platz im Weltcup über 500 m. Bei den Europameisterschaften 2019 in Dordrecht gewann sie die Bronzemedaille mit der Staffel und errang im Mehrkampf den neunten Platz. In der Saison 2019/20 siegte sie in Dresden mit der Mixed-Staffel und kam mit drei Top-Zehn-Platzierungen über 500 m, darunter Platz drei in Salt Lake City, auf den achten Gesamtrang. Bei den Europameisterschaften 2020 in Debrecen belegte sie den 15. Platz im Mehrkampf und den vierten Rang mit der Staffel.

### Radsport
Ab 2020 betätigte sich Petra Jászapáti auch als Bahnradsportlerin. In diesem Jahr wurde sie dreifache ungarische Meistern, in Sprint, 500-Meter-Zeitfahren und mit Johanna Kitt Borissza im Teamsprint. Im August 2022 trat sie bei den Bahneuropameisterschaften in München im Teamsprint an. Dabei belegte die ungarische Mannschaft Platz sieben.

## Weltcupsiege

### Weltcupsiege im Einzel
| Nr. | Datum            | Ort    | Disziplin |
| --- | ---------------- | ------ | --------- |
| 1.  | 9. Dezember 2018 | Almaty | 500 m     |

### Weltcupsiege im Team
| Nr. | Datum             | Ort              |
| --- | ----------------- | ---------------- |
| 1.  | 11. November 2018 | Salt Lake City 1 |
| 2.  | 8. Februar 2020   | Dresden 2        |

## Persönliche Bestzeiten
- 500 m      42,645 s (aufgestellt am 12. Februar 2023 in Dordrecht)
- 1000 m    1:28,392 min (aufgestellt am 9. Februar 2022 in Peking)
- 1500 m    2:20,554 min (aufgestellt am 12. November 2016 in Salt Lake City)
- 3000 m    5:43,836 min (aufgestellt am 12. Oktober 2014 in Budapest)